# Raein
Raein är ett italienskt screamoband, bildat 2002. Bandet splittrades i slutet av 2005, men återförenades år 2007.

## Diskografi
- 2002 - Raein
- 2003 - Il N'y A Pas De Orchestre (franska för "Det finns ingen orkester")
- 2004 - Döden Marscherar Åt Väst 7"
- 2004 - Raein/Phoenix Bodies Split 7"
- 2004 - Raein/Funeral Diner Split 7"[3]
- 2004 - Raein/Daïtro Split 10"
- 2004 - "This Is Your Life" (Samling)
- 2004 - "Verso La Fine" (Samling)
- 2004 - The Harsh Words As The Sun (med Lhasa och Daïtro)
- 2004 - From 3 To 1 In 2 And 4 (Remix)
- 2004 - "The Emo Armageddon" (Samling)
- 2005 - Discography 2000-2004
- 2008 - Nati Da Altri Padri/Ogni Nuovo Inizio (italienska för "Född av andras pappor/Varje ny början")